# Your Disco Needs You
Your Disco Needs You è un brano musicale della cantante australiana Kylie Minogue, pubblicato il 22 gennaio 2001 come singolo estratto dal suo settimo album in studio Light Years. La canzone è stata scritta da 	
Kylie Minogue, Guy Chambers e Robbie Williams e prodotta da Chambers e Steve Power.

## Tracce
1. Your Disco Needs You – 3:33
2. Your Disco Needs You (Almighty Mix Edit) – 3:29
3. Your Disco Needs You (Almighty Mix) – 8:22
4. Your Disco Needs You (Casino Mix) – 3:38
5. Your Disco Needs You (German Version) – 3:33
6. Password – 3:49